# 라이즈 어게인스트
라이즈 어게인스트(Rise Against 라이즈 어겐스트[*])는 미국 일리노이주 시카고 출신 록 밴드이다.

## 역사
라이즈 어게인스트는 1999년 팀 매킬래스(보컬), 조 프린시페(베이스), 토니 틴터리(드럼), 미스터 프리시전(기타)의 멤버로 결성되었다. 2000년에 데모 《Transistor Revolt》를 발매하였으며, 얼마 후에 틴터리는 밴드를 탈퇴하였다. 2001년 팻 렉 코드와 계약을 맺은 라이즈 어게인스트는 팻 렉 코드를 통해 두 장의 정규 음반, 《The Unraveling》(2001년), 《Revolutions per Minute》(2003년)를 발매하였다. 프리시전은 2001년에 밴드를 탈퇴하였으며, 그의 자리는 토드 모니가 맡게 되었다.
나중에 드림웍스 레코드와 계약을 맺었으나, 드림웍스 레코드가 유니버설 뮤직 그룹과 통합되어 라이즈 어게인스트는 유니버설 뮤직 그룹의 하위 음반사 게펜 레코드에 속하게 되었다. 게펜 레코드와의 계약 얼마 이후 토드 모니가 밴드를 탈퇴하여 크리스 체이스로 멤버가 교체되었다. 세 번째 정규 음반 《Siren Song of the Counter Culture》은 2004년에 발매되었다.
네 번째 음반 《The Sufferer & the Witness》는 2006년 7월 4일에 발매되어 빌보드 200에 10위에 올랐다. 2006년 12월 5일에는 밴드의 다큐멘터리, 라이브 공연 영상을 담은 DVD 《Generation Lost》가 발매되었다. 2007년 2월 23일, 밴드는 공식 웹사이트를 통해 기타리스트 크리스 체이스가 밴드를 탈퇴하였음을 알렸으며, 새로운 기타리스트로는 잭 블레어가 채용되었다. 다섯 번째 음반 《Appeal to Reason》은 2008년 10월 7일에 발매되었으며, 첫 싱글로 〈Re-Education (Through Labor)〉가 앞서 8월에 발표되었다.

## 구성원
- 팀 매클라스(Tim McIlrath) - 보컬, 기타
- 조 프린시페(Joe Principe) - 베이스, 배킹보컬
- 브랜든 반스(Brandon Barnes) - 드럼
- 자크 블레어(Zach Blair) - 기타

### 이전 멤버
- 미스터 프리시전(Mr. Precision) - 기타, 보컬
- 토니 틴터리(Tony Tintari) - 드럼
- 토드 모니(Todd Mohney) - 기타
- 크리스 체이스(Chris Chasse) - 기타, 배킹 보컬

## 음반 목록

### 정규 음반
- 《The Unraveling》(2001년)
- 《Revolutions per Minute》(2003년)
- 《Siren Song of the Counter Culture》(2004년)
- 《The Sufferer & the Witness》(2006년)
- 《Appeal to Reason》(2008년)
- 《Endgame》(2011년)
- 《The Black Market》(2014년)
- 《Wolves》(2017년)
- 《Nowhere Generation》(2021년)

### EP
- 《Transistor Revolt》(데모, 2000년)
- 《This Is Noise》(2007년)
- 《Nowhere Generation II》(2022년)